# エミー・ゲーリング

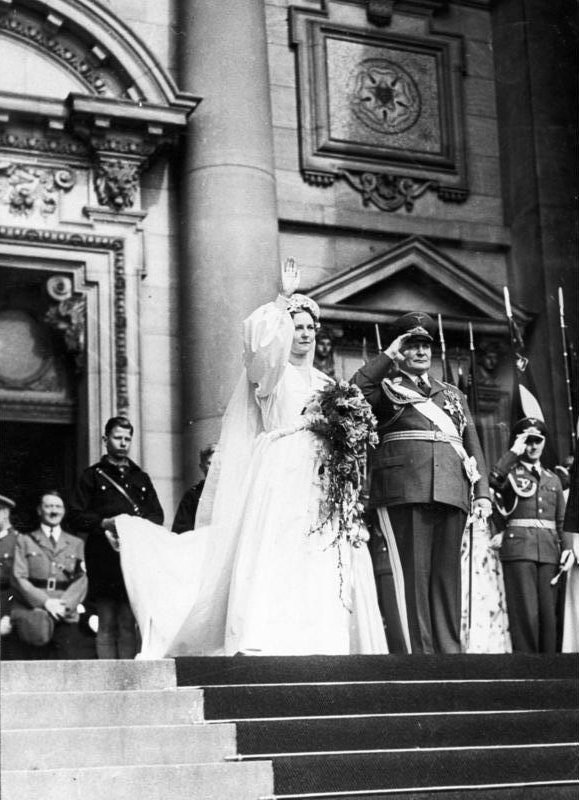
1935年4月10日、ヘルマンとエミーの結婚式

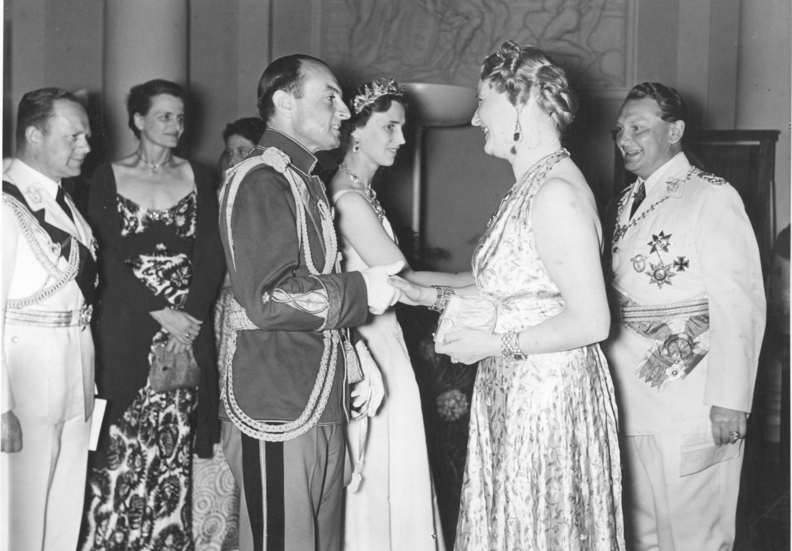
1939年、ユーゴスラビア摂政パヴレ・カラジョルジェヴィチ王子と握手するエミー。

"エミー"エマ・ヨハンナ・ヘニー・ゲーリング（Emma Johanna Henny "Emmy" Göring、1894年3月24日-1973年6月10日）は、ドイツの政治家、軍人ヘルマン・ゲーリングの後妻。ゲーリングは1931年に先妻カリン・ゲーリングに先立たれた後、1935年にこのエミーと再婚した。エミーも再婚で、再婚前は舞台女優をしていた。

## 生涯
エミー・ゲーリングは1894年3月24日にチョコレート工場経営者の娘としてハンブルクに生まれた。旧姓はゾンネマン(Sonnemann)。18歳の時に劇場の女優になり、1916年に俳優カール・ケストリン(Karl Köstlin)と結婚しているが、1920年代初めには離婚した。1922年からワイマールの州立劇場の女優となり、1932年にワイマールのカフェでの演劇団の集まりにおいてヘルマン・ゲーリングと初めて知りあった。エミーはゲーリングの死別した前妻カリン・ゲーリングへの愛情の深さに感銘を受け、ゲーリングもカリンを気にしてくれるエミーに好感を持ち、彼女にカリンの写真を送るなどしている。これをきっかけに二人は付き合うようになり、1932年のうちにはワイマールでは女優エミー・ゾンネマンが国会議長ヘルマン・ゲーリングと付き合っていることは公然のものだった。エミーはカリンと同じく金髪碧眼の北方人種的な女性であった。エミーはゲーリングがカリンを通じて自分を愛していることを知っており、決してカリンと争うことはしなかった。このことはゲーリングに好感を持たせた。1933年4月にゲーリングがプロイセン州首相となると彼の圧力でエミーはドイツ最名門のベルリン国立劇場の女優となった。

### 婚約・結婚
そして1935年2月の週末にゲーリングからプロポーズを受け、二人は婚約した。4月10日にゲーリングとエミーの結婚式が催され、この日は祝日となった。3万人の空軍兵士たちが立ち並ぶ中、ゲーリングとエミーを乗せたオープンカーは州首相官邸からベルリンの街中を進み、まず総統官邸に入った。ここでエミーはヒトラーからいつでも悩みの相談に乗ろうと約束を受けた。続いてベルリン市庁舎へ行き、ここで民事婚で済ませ、さらに挙式のためベルリン大聖堂へと移動した。大聖堂上空にドイツ空軍の戦闘機中隊が出撃してデモンストレーションを行い、コウノトリを解き放った。AP通信の特派員は「まるでカイザー（ドイツ皇帝）の結婚式だ。」と手紙に書いている。その後の豪華なレストラン「カイザーホーフ」での饗宴にはフィリップ・フォン・ヘッセン、アウグスト・ヴィルヘルム、ゲーリングの最初の妻カリンの義兄エリク・フォン・ローゼン伯爵など友人や親戚320名が招待された。ハンブルク市参事会はエミーに銀塊でできた船を贈り、ブルガリア王ボリス3世からはサファイアの指輪がエミーに贈られた。
結婚後、エミーはゲーリングの希望により劇場の女優の仕事を辞めた。2人は結婚後、オーバーザルツベルクの自邸で暮らした。ゲーリングとエミーは1938年6月に一人娘のエッダを儲けた。ヒトラーに夫人がいなかったため、エミーが第三帝国の「ファーストレディー」の役割を果たすこととなり、彼女はヒトラーの公務の軽減にも功績を残した。エミーは、ブルガリア王ボリス3世、ハンガリー王国摂政ホルティ、ギリシア王ゲオルギオス2世、イギリス前国王のウィンザー公エドワード、チャールズ・リンドバーグなどを「カリンハル」に迎えている。

### 戦後
ドイツ敗戦後にゲーリングが逮捕された後、エミーはニュルンベルク近くのフュルデンシュタイン城で軟禁状態におかれた。1945年10月25日にエミーも逮捕され、1946年2月に釈放されるまで刑務所にいた。その後、ニュルンベルク軍事法廷に夫との面会許可を申請し続けたが、なかなか許可が下りず、処刑前の1946年10月7日に30分間の来訪が許された。エミーはゲーリングに最期の別れにこう述べた。「あなたはここニュルンベルクであなたの同僚とドイツのためにできることすべてをやった…。私はずっとあなたがドイツのために戦い倒れたのだという思いを担い続けるでしょう…」。一方ゲーリングはこの面会の際に「君は固く信じていい。私は決して彼らには吊るされない」と述べている。この時エミーはその意味に気付かなかったが、ヘルマンはすでに毒薬を手に入れており自殺を決意していたのだった。
エミーは、1947年5月29日に再び逮捕され、アウクスブルク近くの強制収容所へ送られた。1948年6月に非ナチ化法廷にかけられ、財産の30%没収と強制収容所1年間と職業停止5年の判決を受けたが、すでに1年以上強制収容所で暮らしていたので判決後に釈放された。その後エミーはエッダとともにミュンヘンで暮らし、1967年には回顧録『我が夫の傍らで』を執筆した。その序文においてエミーは「私は（ナチ党）政権崩壊後、非常に多数の側から攻撃にさらされている私の夫について彼の本質と性格を述べ、偽りを改める義務を負っていると感じる」と述べ、夫ゲーリングの弁護に努めた。エミーはその後、1973年6月10日にミュンヘンにおいてその波乱の生涯を終えた。